# アレクサンデル・カロル・ヴァザ
アレクサンデル・カロル・ヴァザ（ポーランド語：Aleksander Karol Waza, 1614年11月4日 - 1634年11月19日）は、ポーランド王ジグムント3世（スウェーデン王でもあった）とその2番目の妻で神聖ローマ皇帝フェルディナント2世の妹であるコンスタンツェの間に生まれた息子。ポーランド王ヴワディスワフ4世の異母弟、ヤン2世の同母弟である。
1634年の国王自由選挙では異母兄ヴワディスワフ4世を支援した。1634年にイタリアとドイツを旅行した後で、ポーランドの対オスマン帝国戦争を計画する運動を支援したが、重要な役割を演じる前に、天然痘のため20歳で病死した。リヴィウまたはワルシャワ近郊にあるヴィエルキェの私邸で没したらしい。